# Artamus minor
L'artamo pigmeo o artamo minore, anche noto come rondine boschereccia pigmea o rondine boschereccia minore (Artamus minor Vieillot, 1817), è un uccello passeriforme della famiglia Artamidae.

## Etimologia
Il nome scientifico della specie, minor, deriva dal latino ed è un riferimento alla sua piccola taglia: il suo nome comune è anch'esso un riferimento alla taglia.

## Descrizione

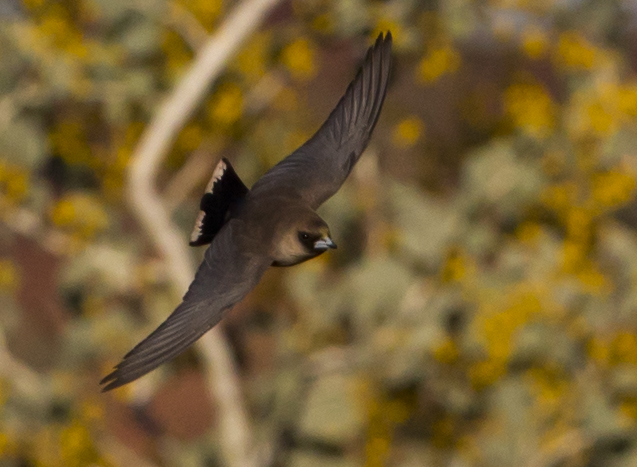
Esemplare in volo a Karratha.

### Dimensioni
Misura 12–14 cm di lunghezza, per 13,1-20,9 g di peso.

### Aspetto
Si tratta di uccelli dall'aspetto robusto, muniti di testa appiattita, corto becco conico, lunghe ali appuntite dalla base molto larga e corta coda squadrata, nonché di zampe piuttosto corte: nel complesso, questi uccelli sembrano una versione in miniatura dell'affine artamo fosco, rispetto al quale mancano del bianco sulle remiganti.
Il piumaggio è di colore bruno scuro su testa, petto, ventre, fianchi e dorso, con tendenza a scurirsi divenendo nerastro sul codione: copritrici, remiganti e coda sono di colore nero, quest'ultima con punta orlata di bianco. Anche la superficie inferiore delle ali tende al biancastro, ben evidente quando l'animale è in volo: attorno al becco e dai lati di esso fino agli occhi il piumaggio si scurisce visibilmente, creando la caratteristica mascherina tipica di molte rondini boscherecce.
Il becco è di colore grigio-bluastro con punta nera, gli occhi sono di colore bruno scuro e le zampe sono nerastre.

## Biologia
L'artamo pigmeo è un uccelletto molto attivo e vivace, dalle abitudini di vita essenzialmente diurne. Questi uccelli sono soliti vivere in stormi, i quali durante la giornata tendono a disperdersi nell'ambito di un territorio ben definito, passando la maggior parte del giorno alla ricerca di cibo: sul far della sera, invece, i vari esemplari di uno stormo si riuniscono su posatoi comuni, ammassandosi gli uni sugli altri e passando molto tempo a tolettarsi a vicenda.
Rispetto ad altre specie di rondine boschereccia, l'artamo pigmeo è meno vocale, facendo udire più raramente il suo richiamo zufolante e ripetitivo.

### Alimentazione
Si tratta di uccelli insettivori, che predano soprattutto grossi insetti alati catturandoli al volo mediante picchiate: sporadicamente essi assumono anche nettare dai fiori, grazie alla lingua setolosa.

### Riproduzione
La stagione degli amori va da settembre a gennaio: si tratta di uccelli monogami, coi due sessi che collaborano nella costruzione del nido, nella cova e nell'allevamento della prole, spesso aiutati in queste ultime due attività dagli altri membri dello stormo.
Il nido è una coppa appiattita costruita intrecciando fibre vegetali alla biforcazione di un ramo o sul moncone di un ramo caduto: al suo interno la femmina depone 2-5 uova, che cova alternandosi col maschio per circa due settimane.

I nidiacei, ciechi ed implumi alla schiusa, vengono imbeccati e accuditi dai vari membri del gruppo: essi s'involano a circa tre settimane di vita, tuttavia continuano a rimanere nei pressi del nido, chiedendo l'imbeccata a genitori e parenti almeno fino a un mese e mezzo dalla schiusa.

## Distribuzione e habitat

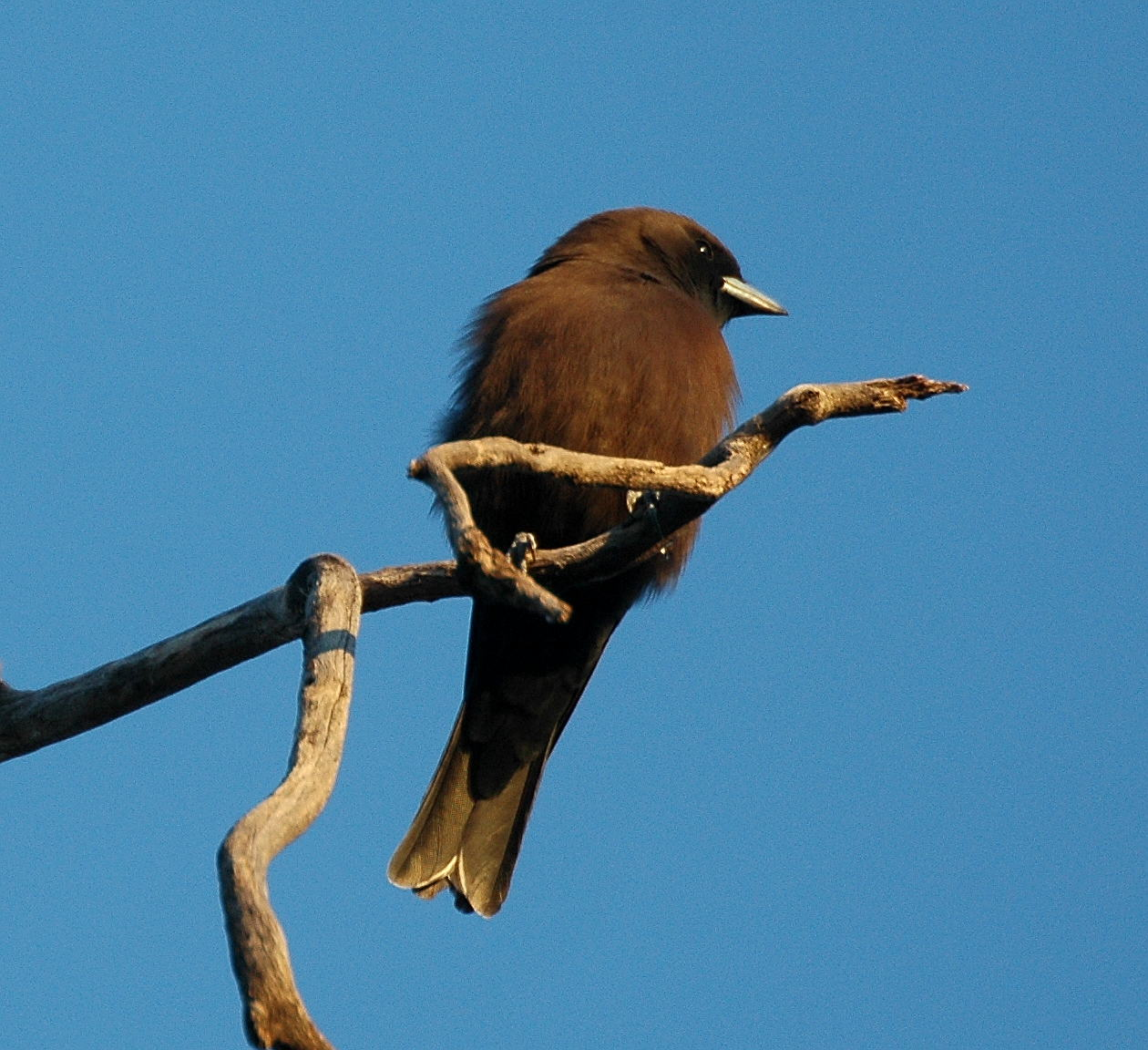
Esemplare nel Queensland.

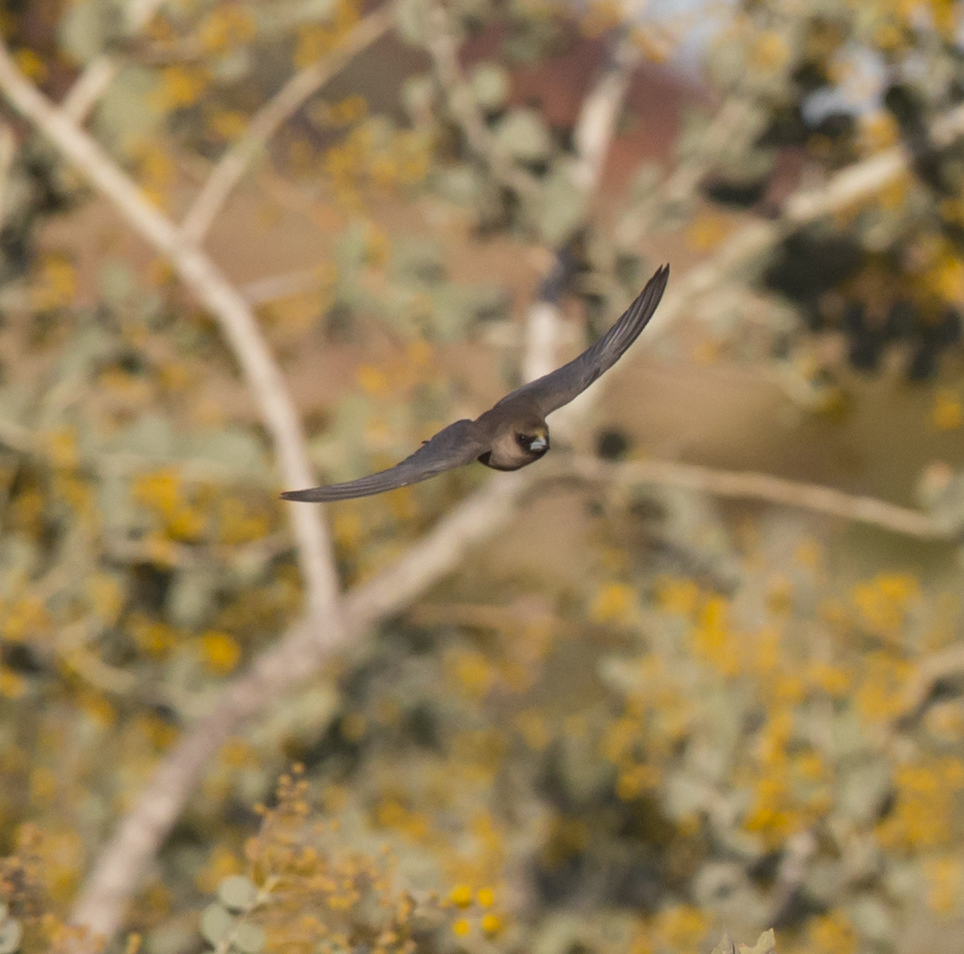
Esemplare in volo nel Pilbara.

L'artamo pigmeo è una specie endemica dell'Australia, della quale popola gran parte del territorio centrale e settentrionale, mentre (pur essendo presente nella penisola di Eyre) manca da una fascia di circa 300 km che si estende per quasi tutta la costa meridionale del Paese, dalla punta sud-occidentale alla costa sud-orientale: esso inoltre è assente anche dalla Tasmania.
L'habitat di questi uccelli è rappresentato dalle aree aperte rocciose (anche collinari) con presenza di zone cespugliose e boscose non eccessivamente fitte: a differenza delle altre specie di rondine boschereccia native dell'Australia, l'artamo pigmeo non ama le zone aride, e risulta difficilmente osservabile in esse.

## Tassonomia
Se ne riconoscono due sottospecie:
- Artamus minor minor Vieillot, 1817 - la sottospecie nominale, diffusa in Australia Occidentale grossomodo dal Pilbara al Mid West;
- Artamus minor derbyi Mathews, 1912 - diffusa nella porzione centrale e orientale dell'areale occupato dalla specie.